# Faustina illyrica
Faustina illyrica is een slakkensoort uit de familie van de Helicidae. De wetenschappelijke naam van de soort is voor het eerst geldig gepubliceerd in 1864 door Stabile.